# Alex de Angelis

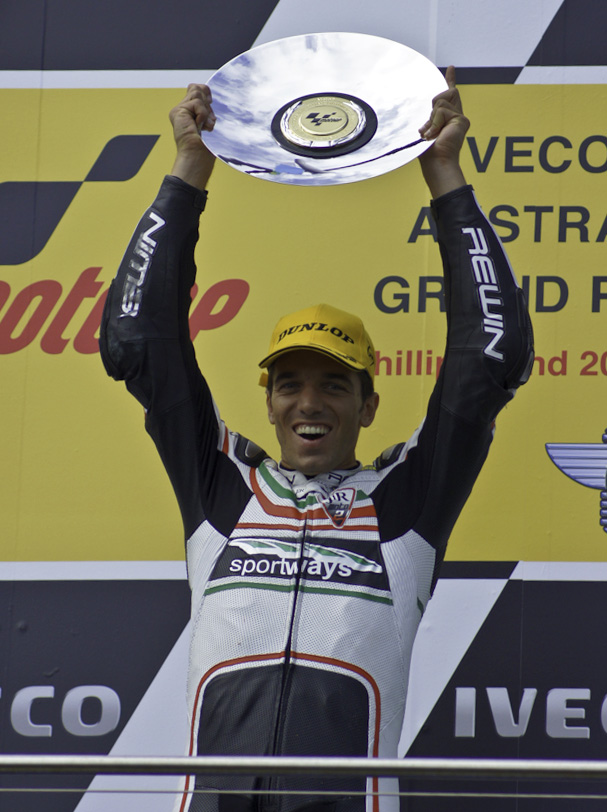
Alex de Angelis op het Phillip Island Grand Prix Circuit in 2010.

Alex de Angelis (Rimini, Italië, 26 februari 1984) is een San Marinees motorcoureur.
De Angelis maakte in 1999 zijn debuut in het wereldkampioenschap wegrace met een wildcard in de 125cc-klasse tijdens de Grand Prix van Imola op een Honda. In 2000 maakte hij zijn fulltime debuut, maar wist tot zijn overstap naar een Aprilia in 2002 geen spraakmakende resultaten te boeken. Dat jaar behaalde hij in Duitsland zijn eerste podiumplaats en een race later in Tsjechië zijn eerste pole position, die hij echter niet wist te verzilveren. In 2003 behaalt hij een reeks podiumplaatsen, waarmee hij het kampioenschap uiteindelijk als tweede afsluit, zij het op ruime afstand van kampioen Dani Pedrosa. Hiermee verdiende hij voor 2004 een promotie naar de 250cc-klasse, waar hij op een Aprilia blijft rijden en in Duitsland zijn eerste podiumplaats behaalde. Ondanks vele podiumplaatsen behaalde hij in de laatste race van 2006 tijdens de Grand Prix van Valencia zijn eerste Grand Prix-overwinning.
Na nog een jaar in de 250cc stapte De Angelis in 2008 over naar de MotoGP-klasse op een Honda. Hoewel hij in 2009 een tweede plaats behaalde in Indianapolis, keerde hij in 2010 terug naar de Moto2-klasse, de vervanger van de 250cc, op een Scot Force. Halverwege het seizoen keerde hij voor drie races terug in de MotoGP als vervanger van Honda-coureur Hiroshi Aoyama, maar keerde hierna terug in de Moto2, om op een Motobi de Grand Prix van Australië te winnen, die hij in 2011 opnieuw won. In 2012 stapte hij halverwege het seizoen over van een Suter naar een FTR, waarvoor hij de Grand Prix van Maleisië won. In 2013 stapte hij over naar een Speed Up en in de Grand Prix van de Verenigde Staten verving hij eenmalig de geblesseerde Ben Spies in de MotoGP op een Ducati. In 2014 begon hij het seizoen in de Moto2 op een Suter, maar halverwege het seizoen keerde hij weer terug naar de MotoGP om de gestopte Colin Edwards te vervangen op een Forward Yamaha. In 2015 kwam hij wederom uit in de MotoGP op een ART.